# Adam Fergusson (politician)
Adam Fergusson (n. 10 iulie 1932) este un om politic britanic, membru al Parlamentului European în perioada 1979-1984 din partea Marii Britanii. 
1. ↑  Adam Dugdale Fergusson, The Peerage
2. 1 2 3 4 5 6  The Peerage
3. ↑  Deputații în Parlamentul European